# Dixie 400 1965
Dixie 400 1965 var ett stockcarlopp ingående i Nascar Grand National Series (nuvarande Nascar Cup Series) som kördes 13 juni 1965 på den 1,5 mile (2,414 km) långa ovalbanan Atlanta International Raceway som är belägen utanför Hampton i Georgia. Totalt avverkades 400,5 miles (644,542 km) fördelat på 267 varv. Banunderlaget var asfalt. Loppet vanns av Marvin Panch i en Ford på tiden 3:38.13 körande för Wood Brothers Racing. Panch snitthastighet uppgick till 110,120 mph. Prispotten uppgick till 49 425 dollar, varav 12 300 dollar gick till segraren.

## Resultat
| Plc     | Nr | Förare           | Team/ bilägare              | Konstruktör | Start | Varv | Ledda varv |
| ------- | -- | ---------------- | --------------------------- | ----------- | ----- | ---- | ---------- |
| 1       | 21 | Marvin Panch     | Wood Brothers Racing        | Ford        | 2     | 267  | 29         |
| 2       | 16 | Darel Dieringer  | Bud Moore Engineering       | Mercury     | 4     | 267  | 51         |
| 3       | 11 | Ned Jarrett      | Bondy Long                  | Ford        | 7     | 267  | 3          |
| 4       | 26 | Junior Johnson   | Junior Johnson & Associates | Ford        | 8     | 265  | 111        |
| 5       | 88 | Buddy Baker      | Buck Baker Racing           | Dodge       | 14    | 263  | 0          |
| 6       | 49 | G.C. Spencer     | GC Spencer Racing           | Ford        | 13    | 261  | 0          |
| 7       | 27 | Paul Lewis       | Paul Lewis                  | Ford        | 39    | 260  | 0          |
| 8       | 29 | Dick Hutcherson  | Holman Moody                | Ford        | 5     | 256  | 0          |
| 9       | 34 | Wendell Scott    | Scott Racing                | Ford        | 29    | 254  | 0          |
| 10      | 35 | Billy DeCoster   | Arrington Racing            | Dodge       | 15    | 253  | 0          |
| 11      | 67 | Buddy Arrington  | Lester Hunter               | Dodge       | 40    | 252  | 0          |
| 12      | 03 | Reb Wickersham   | Ray Underwood               | Ford        | 27    | 249  | 0          |
| 13      | 06 | Cale Yarborough  | Kenny Myler                 | Ford        | 11    | 249  | 0          |
| 14      | 19 | J.T. Putney      | Herman Beam                 | Chevrolet   | 24    | 249  | 0          |
| 15      | 60 | Sam McQuagg      | Bob Cooper                  | Ford        | 30    | 249  | 0          |
| 16      | 46 | Roy Mayne        | Tom Hunter                  | Chevrolet   | 28    | 245  | 0          |
| 17      | 68 | Bob Derrington   | Bob Derrington              | Ford        | 26    | 245  | 0          |
| 18      | 44 | Larry Hess       | Larry Hess                  | Ford        | 17    | 245  | 0          |
| 19      | 52 | E.J. Trivette    | Jess Potter                 | Chevrolet   | 22    | 244  | 0          |
| 20      | 62 | Raymond Carter   | Arrington Racing            | Dodge       | 35    | 243  | 0          |
| 21      | 17 | Junior Spencer   | Jabe Thomas                 | Ford        | 18    | 242  | 0          |
| 22      | 25 | Jabe Thomas      | Jerry Mullins               | Ford        | 41    | 240  | 0          |
| 23      | 28 | Fred Lorenzen    | Holman Moody                | Ford        | 1     | 214  | 26         |
| 24      | 75 | Gene Black       | C.L. Crawford               | Ford        | 36    | 207  | 0          |
| 25      | 96 | Jesse Samples    | John Marsh                  | Chevrolet   | 33    | 198  | 0          |
| 26      | 7  | Bobby Johns      | Holman Moody                | Ford        | 10    | 190  | 0          |
| 27      | 76 | Larry Frank      | Larry Frank                 | Ford        | 6     | 181  | 0          |
| 28      | 97 | Henley Gray      | Gene Cline                  | Ford        | 25    | 175  | 0          |
| 29      | 15 | Earl Balmer      | Bud Moore Engineering       | Mercury     | 3     | 168  | 0          |
| 30      | 86 | Neil Castles     | Buck Baker Racing           | Plymouth    | 20    | 165  | 0          |
| 31      | 41 | Jim Paschal      | Tom Friedkin                | Chevrolet   | 9     | 140  | 0          |
| 32      | 87 | Buck Baker       | Buck Baker Racing           | Chevrolet   | 38    | 127  | 0          |
| 33      | 74 | Donald Tucker    | Don Snyder                  | Ford        | 16    | 124  | 0          |
| 34      | 3  | LeeRoy Yarbrough | Fox Racing                  | Chevrolet   | 12    | 112  | 36         |
| 35      | 18 | Stick Elliot     | Toy Bolton                  | Chevrolet   | 21    | 112  | 0          |
| 36      | 56 | Bill Morton      | Curtis Larimer              | Ford        | 23    | 97   | 0          |
| 37      | 9  | Roy Tyner        | Roy Tyner                   | Chevrolet   | 37    | 79   | 0          |
| 38      | 09 | Bobby Allison    | Ed Grady                    | Ford        | 42    | 69   | 0          |
| 39      | 13 | Doug Cooper      | Bob Cooper                  | Chevrolet   | 19    | 31   | 0          |
| 40      | 00 | Tom Pistone      | Emory Gilliam               | Ford        | 31    | 14   | 0          |
| 41      | 70 | Bub Strickler    | Fred Goad                   | Ford        | 34    | 7    | 0          |
| 42      | 38 | Wayne Smith      | Archie Smith                | Chevrolet   | 32    | 6    | 0          |
| 43      | 38 | Jimmy Helms      | i.u.                        | Chevrolet   | 32    | 6    | 0          |
| Källor: |    |                  |                             |             |       |      |            |